# Monviso Venezia-Il Padania
Monviso Venezia-Il Padania (2011: Giro di Padania, dt. Padanien-Rundfahrt) war ein Straßenradrennen, das 2011 und 2012 in Norditalien als Etappenrennen ausgetragen wurde. Der Wettbewerb war Teil der UCI Europe Tour und in die Kategorie 2.1 eingestuft.
Padanien ist einerseits ein geographischer Begriff, der die Poebene bezeichnet, und beschreibt andererseits die Region, welche die separatistische Partei Lega Nord aus Italien rauslösen wollte. Wegen des Namens Giro di Padania und weil zwischen den Organisatoren des Rennens und der Lega Nord Verbindungen bestanden, wurde bei der Erstaustragung im Jahre 2011 von Befürwortern der italienischen Einheit, insbesondere der politischen Linken, das Rennen als separatistische Propagandaveranstaltung aufgefasst. In der Folge kam es zu Demonstrationen, Blockaden des Rennens und teilweise auch Angriffen gegen Radrennfahrer. Die ursprünglich geplante Austragung des Jahres 2013 wurde abgesagt.

## Sieger
- 2011  Ivan Basso
- 2012  Vincenzo Nibali
- 2013 nicht ausgetragen